# Caratê
Caraté (português europeu) ou caratê (português brasileiro), também frequentemente escrito karaté (português europeu) ou karatê (português brasileiro), é uma arte marcial japonesa desenvolvida a partir de uma arte marcial indígena de Okinawa sob influência da arte da guerra chinesa (chuan fa),[b] das lutas tradicionais japonesas (koryu) e das disciplinas guerreiras japonesas (budō).
A arte tem origem no período oquinauano do Reino das Léquias, desenvolvendo-se até que, em torno de inícios do século XIX, se consolida sob o termo karate, originalmente grafado 唐手, Pronúncia japonesa: [kaɾate], que no original significaria "A mão de Tangue", regionalismo para "Mão da China". O termo denota a forte influência chinesa e, na era do nacionalismo japonês xintoísta, em que a própria arte marcial foi bastante alterada e padronizada, alterou-se a grafia para a atual, em japonês: 空手; romaniz.: karate, de pronúncia homófona, que significa antes "mão vazia", por forma a demarcar a arte marcial das suas próprias raízes autóctone-chinesas. Hoje, assume também o termo em japonês: 空手道; romaniz.: 'karate-dō'[a], "O caminho da mão vazia).
A influência chinesa foi maior durante o desenvolvimento inicial, variando em um paradigma primitivo de simples luta com agarrões e projeções, para um modelo com mais ênfase em golpes traumáticos, e se fez sentir nas técnicas dos estilos mais fluidos e pragmáticos da China meridional. Depois, devido a alterações geopolíticas, sobreveio a predominância das disciplinas de combate do Japão e, nesse período, o modelo tendeu a simplificar ainda mais os movimentos, tornando-os mais diretos e eliminando o que não seria útil ou que fosse apenas floreio.
O repertório técnico da arte marcial abrange, principalmente, golpes contundentes nos "pontos vitais" (atemi waza), como: pontapés, socos, joelhadas, bofetadas, etc., executadas com as mãos desarmadas. Todavia, técnicas de projeção, imobilização e bloqueios — nage waza, katame waza, uke waza — também são ensinados, com maior ou menor ênfase, dependendo de qual estilo ou escola se aprende a arte.
Grosso modo, afirma-se que a evolução desta arte marcial aconteceu orientada por renomados mestres, resultando no caratê moderno, cujo trinômio básico de aprendizado divide-se em: kihon (técnicas básicas), kata (sequência de técnicas, simulando luta com várias aplicações práticas) e kumite (enfrentamento propriamente dito, que pode ser mero simulacro ou dar-se de maneira esportiva ou competitiva ou mais próxima da realidade). Esse processo evolutivo também mostra que a modalidade surgida como se fosse uma única raiz acabou por se dividir em três partes e, por fim, tornou-se uma miríade de diversas variações sobre um mesmo tema.
O estágio da transição entre os séculos XX e XXI revela que a maioria das escolas de caratê tem dado ênfase à evolução do condicionamento físico, desenvolvendo velocidade, flexibilidade e capacidade aeróbica para participação de competições de esporte de combate, ficando relegada àquelas poucas escolas tradicionalistas a prática de exercícios mais rigorosos, que visam o desenvolvimento da resistência dos membros, e de provas de quebramento de tábuas de madeira, tijolo ou gelo. De um modo simples, há duas correntes maiores: uma, tendente a preservar os caracteres marcial e filosófico do caratê; e outra, que pretende firmar os aspectos esportivo e lúdico.
A partir do primeiro quartel do século XX, o processo de segmentação instalou-se de vez, aparecendo diversos sodalícios e silogeus, até alguns dentro dos outros, pretendendo difundir seu modo peculiar de entender e desenvolver o caratê, a despeito de compartilharem semelhanças técnicas e de origem. Tal circunstância, que foi combatida por mestres de renome, acabou por se consolidar e gerar como consequência a falta de padronização e entendimento entre entidades e praticantes. Daí, posto que aceito mundialmente como esporte, classificado como esporte olímpico e participando dos Jogos Pan-Americanos, não há um sistema unificado de valoração para as competições, ocasionando grande dificuldade para sua aceitação como esporte presente nos Jogos Olímpicos.
Pese ainda a enorme fragmentação de estilos, procuram ainda assim seguir um modelo pedagógico mais ou menos comum. Neste ambiente, de inúmeros tratamentos ou convívios sem cerimónia e com intimidade, distingue-se ainda assim o mero praticante daquele estudioso dedicado a arte marcial, o carateca, o qual busca desenvolver uma disciplina rigorosa, filosofia e ética, além de aprender os movimentos e condicionamento físico do estilo. Nessa mesma linha, os caratecas muito experientes, em especial os que alcançam o grau de faixa ou cinturão preto(a), são chamados de sensei. Os sítios de aprendizado são chamados de dojôs, sendo estes, via de regra, filiados a alguma linhagem ou estilo.

## História

### Antecedentes

#### Mundo
Quando se trata de estudar as origens das artes marciais, é importante constatar de pronto que é impossível estabelecer ou identificar qual o momento exato em que surgiram, e o máximo que se pode fazer são conjecturas a partir do ambiente sociocultural em que se desenvolveu, traçando uma linha de acontecimentos mais ou menos coerente, haja vista que alguns aspectos duma arte marcial (v. g., algumas técnicas e/ou personagens) têm uma origem bem conhecida ou documentada, porém, o conjunto não se fecha, se não se incluírem outras fontes, como relatos e anedotas. O que se sabe é que todos os povos que se organizaram em sociedade possuem alguma forma de defesa, isto é, pelo menos possuem uma força armada, pois os ajuntamentos de pessoas eventualmente entravam em choque, por recursos naturais ou outros motivos.
Naturalmente, seguindo uma linha evolutiva mais ou menos uniforme, tal como aconteceu com a agricultura, a pesca, a música e outras atividades, as artes marciais desenvolveram-se como disciplina, surgindo mestres e aprendizes. Isso, por exemplo, pode ser demonstrado pela existência das falanges gregas, modelo que se impôs por certo tempo, até ser superado pelas coortes romanas, e assim anterior e sucessivamente.
Da Grécia, vem outro exemplo de desenvolvimento das artes marciais como disciplina. As cidades-estados (ou pólis) disputavam a supremacia sobre as demais, pelo que apareceram os períodos ateniense, espartano, tebano etc. Dentro de tais circunstâncias, somente em Esparta as disciplinas militares tiveram relevo, eis que naquele ambiente foi dado destaque ao desenvolvimento físico, para fazer frente aos embates e os cidadãos espartanos (esparciatas) treinavam de maneira forte tanto a luta armada como a desarmada.
Em se tratando de luta desarmada, no ambiente helênico desenvolveu-se a arte marcial do pancrácio, que teria surgido por volta do século VII AEC ou antes e cujo arcabouço técnico englobaria os mais variados movimentos e golpes, desde socos a estrangulamentos. Como esporte sabe-se ter feito parte dos Jogos Olímpicos naquela época.
Caminhando já na Ásia, onde se acredita ser o berço das artes marciais modernas, sabe-se que o exército de Alexandre Magno enfrentou guerreiros de várias origens, como de China e Índia. É impossível creditar o desenvolvimento das artes marciais asiáticas ao contacto com o gregos, pois logicamente existiam já naquelas paragens suas próprias disciplinas, tanto é que se deu enfrentamento entre exércitos e não de um exército e pessoas desarmadas. Infere-se ter havido certamente a troca de conhecimentos, o que era inevitável, após a estabilização das relações. De qualquer forma, havia na Índia uma forma de luta chamada de vajramushti, a qual parecer ter sido transmitida a outros países ou mesmo comunidades, no processo de trocas culturais na Ásia.
Posto que se diga tratar mais de especulações, diante da lacuna documental e de que, mesmo existindo algum documento, se tratam de coletâneas de relatos, lendas ou anedotas, de facto, as artes marciais passaram a ter caracteres mais formais quando um monge budista indiano chamado Bodhidharma — o primeiro grande mestre —, por volta do ano 520 EC, no fito de empreender uma longa jornada em busca de iluminação espiritual, viajou desde a Índia até a China. O monge ficava onde lhe dessem abrigo, em templos ou casas, e aproveitava para evangelizar de acordo com sua doutrina.
Sua jornada o teria levado até o Templo Shaolin e, quando Bodhidharma viu as condições físicas precárias em que se encontravam os monges daquele sítio, exortou-os no sentido que a pessoa deveria evoluir por completo, desenvolvendo o lado espiritual mas sem esquecer do físico, pelo que instruiu todos na prática de exercícios.
A prática dos exercícios evoluiu para um sistema de defesa pessoal, até com o uso de armas e outros instrumentos, fazendo surgir uma reputação de que os monges lutadores seriam experts em diversas modalidades e formas de combate, pelo que se difundiu por toda a China. Os monges do Mosteiro Shaolin não se isolaram apenas na China e levaram seus conhecimentos religiosos, filosóficos e marciais para outros recantos, entre estes o Japão.

#### Japão

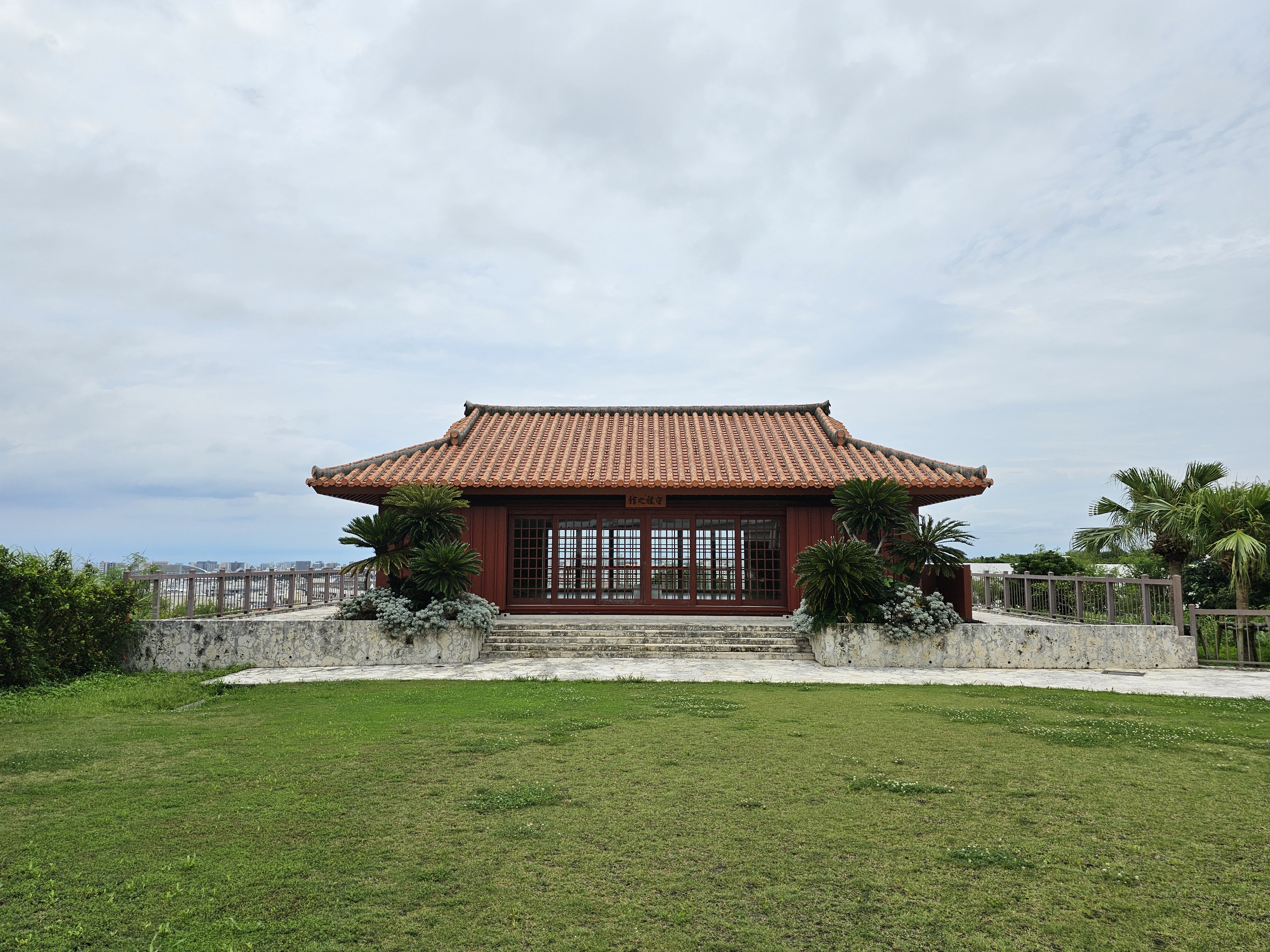
Traditional Dojo - Shurei no yakata at Karate Kaikan, Tomigusuku, Naha, Okinawa

O arquipélago de Oquinaua (沖縄, Okinawa) localiza-se quase que exatamente a meio caminho entre Japão e China, no Mar da China Oriental. Por causa de sua posição geográfica, a região sempre despertou a cobiça dos dois países, os quais não pouparam esforços para estenderem suas influências (culturais e econômicas), tornando a existência de um governo local submetida à conjugação de interesses e política externos. A influência chinesa era considerável, e alguns praticantes de artes marciais oriundos daquele país chegaram a Oquinaua.
Apesar da circunstância de gravitar em torno da influência sino-japonesa, sucedeu na história de Oquinaua, entre 1322 e 1429, um período denominado de Sanzan-jidai (三山時代, período dos três montes) quando que se debateram os três reinos de Hokuzan (北山, Monte Setentrional), Chuzan (中山, Monte Central) e Nanzan (南山, Monte Meridional) pelo controle da região. Tal período acabou com a unificação sob a bandeira do reino de Ryukyu e sob o comando de Chuzan, que era o mais forte economicamente, inaugurando a primeira dinastia Sho: Sho Hashi. Nessa época, influência chinesa consolidou-se como a preponderante das duas e isso se refletiu na estrutura administrativa do reino e noutros aspectos culturais.
Entrementes, após a unificação e no fito de conter eventuais sentimentos de revolta, el-Rei Sho Hashi promulgou um édito que tornou proibido o porte de quaisquer armas por parte da população civil. Este facto é considerado o marco principal do processo evolutivo que veio a culminar no caratê, posto que já existisse em Oquinaua uma arte marcial própria, a medida régia impôs um ritmo diferente, pelo que, devido à necessidade de as pessoas terem uma forma de defesa e em razão da proibição real, aquelas técnicas foram-se aperfeiçoando.
Fruto também da proibição do porte de armas foi o desenvolvimento do kobudo, outra arte marcial oquinauense que transformou o uso de objectos do cotidiano em armas, como a tonfa e o nunchaku, que eram originalmente instrumentos de trabalho, para manuseio de moinho e debulhagem de arroz.
A sociedade japonesa, possuindo uma classe guerreira, era há muito conhecedora de disciplinas de combates com e sem armas. No seio das famílias e/ou clãs fomentaram-se formas de combate, os chamados koryu, transmitidos somente internamente. Entretanto, o que importa é que houve certa troca de conhecimentos, posto que muito velada, e que essas artes evoluíram para atender exatamente às necessidades do grupos que as usavam.
Essa peculiaridade, de existir uma classe nobre guerreira, impingiu à nascente arte do caratê um carácter subalterno, de exórdio, pois se desenvolveu precipuamente nas camadas mais pobres da população, que sobreviviam de atividades agrícolas e de pesca, haja vista que as classes de guerreiros, tal e qual sucedia em China e Japão, não difundiam suas disciplinas de combate fora de seu estreito círculo. De qualquer modo, a classe guerreira (mormente, os peichin) acabou por se render às técnicas de luta desarmada.
O que viria a ser o jiu-jítsu surgiu para capacitar o samurai para a luta desarmada mas usando armadura, pelo que não era racional utilizar ostensivamente de pontapés e socos mas mais projeções e estrangulamentos. Por seu turno, o que se desenvolveu em Ryukyu visava justamente ao combate desarmado, que se poderia dar em qualquer sítio sem que os contendores estivessem a usar um traje específico, mas poderia coincidir de se enfrentar guerreiros com armadura, pelo que socos e pontapés eram mais interessantes, isso aliado ao condicionamento de mãos e pés para serem instrumentos de ataques fulminantes.
A independência do reino de Ryukyu sofreu duro golpe quando, em 1609, o clã samurai de Satsuma, com aprovação do imperador do Japão, subjugou o arquipélago. Por ocasião da invasão, os samurais encontraram pouco ou nenhum revide, porque, dadas as circunstâncias, el-Rei declarou que a vida é o mais importante tesouro e recomendou que a população das ilhas não revidasse à agressão estrangeira. Oquinaua passou a ser um estado tributário de Japão e China, mas, contrário ao cenário anterior, com predomínio nipônico, que expôs a cultura local e influenciou sobremaneira o desenvolvimento das artes marciais, sob os valores da classe guerreira. Naquele momento, o clã Satsuma introduziu sua própria disciplina, o jigen-ryu.

### Arte das mãos oquinauenses
Antes das influências sínica e nipônica, já existia uma espécie de luta desarmada e nativa de Oquinaua, que era praticada abertamente, chamada de mutô, cujo embate começava com empurrões muito parecidos com os de sumô, depois, seguindo-se com apliacação de golpes de arremesso e torção. Vencia aquele que derrubasse ou submetesse o adversário. Era uma prática cujo fito mor era recreativo, mas que, segundo alguns autores e mestres, teria sido a semente do caratê, que foi então paulatinamente sendo moldado e modificado sob a influências do boxe sino-meridional.
Em meados do século XVII, uma arte marcial oquinauense[c] sem armas já era estabelecida, sendo conhecida por "tê" (手 ou ティー, em japonês: te, em oquinauense: ti). Também é referida como mão de Oquinaua (沖縄手, em japonês: Okinawa-te, em oquinauense: Uchinaadi), quando surge a figura de Matsu Higa, renomado mestre de te e kobudo e também experto em chuan fa, que teria aprendido com mestres chineses. Mas já nesse tempo, a arte marcial já vinha evoluindo em três formas distintas, radicadas nas três cidades que as nomearam, Naha-te, Tomari-te e Shuri-te.
Acredita-se que Sensei Higa tenha sido, dentro de seu estilo próprio, o primeiro a estabelecer um conjunto formal de técnicas e chamá-lo de te.
Destacaram-se mais os estilos de Shuri, por ser a capital, e de Naha, por ser cidade portuária e mais importante entreposto comercial. Entretanto, posto que tivesse menor relevo no cenário da época, por ser mormente uma cidade de trabalhadores, pescadores e campesinos, Tomari, devido a exatamente suas características, desenvolveu o estilo peculiar e muitas vezes erradamente confundido com o estilo de Shuri. Ademais, em que pese cada um das cidades ter seu estilo, elas compartilhavam informações e praticantes.
Na linhagem do estilo shuri-te, caracterizado pelas posturas corporais naturais e por movimentos lineares de deslocamento e de golpes, seguiram-se a sensei Higa, mais ou menos numa linha de instrutor e aprendiz, os mestres Peichin Takahara, Kanga Sakukawa e Sokon Matsumura.
Com mestre Takahara[d], já por influência japonesa, o te vem a receber os três princípios que culminariam com a transformação da técnica numa disciplina muito maior já na transição do século XIX para o século XX.
Ainda no século XVII, o te sofria fortes influências desde a China. Mestre Sakukawa, por sugestão de Peichin Takahara, foi aprender com o chinês Kushanku — mestre de chuan fa — e, depois, diretamente no continente. Tais características não passaram despercebidas e calharam em que a arte marcial passou a se chamar Tode ou Todi (唐手 ou トゥデ, mão chinesa)[e], ou ainda Toshukuken (徒手空拳) e Toshu-jitsu (徒手術).
Enquanto isso, em Tomari, seu estilo adquiria uma característica mais acrobática. Os principais expoentes da região foram os mestres Karyu Uku e Kishin Teryua, que deixariam por legado a Kosaku Matsumora. Em Naha, o te evoluia numa direção diversa, com movimento de extrema contração, golpes de curto alcance e condicionamento do corpo para absorção de golpes, tudo conjugado a técnicas de respiração (ibuki).
Sob o ministério de Sokon Matsumura, o tode passou a ter um treinamento mais formalizado com a compilação de uma série mais ou menos fechada de katas e, principalmente, rompeu-se a barreira das classes sociais. Com Matsumura, que fazia parte da elite guerreira e da corte de el-Rei Sho Ko e sucessores, o tode, praticado mormente pelas classes trabalhadoras, passou a ser uma arte militar reconhecida
Por essa época, ficaram famosos, e quase lendários, os contos sobre as proezas dos artistas marciais de Oquinaua, como a do mestre de Tomari-te, Kosaku Matsumora, que desarmado derrotou um samurai. Assim, o te era conhecido também por shimpi tode (神秘 唐手, misteriosa mão chinesa) ou reimyo tode (霊妙 唐手, etérea/miraculosa mão chinesa).

### Arte das mãos vazias

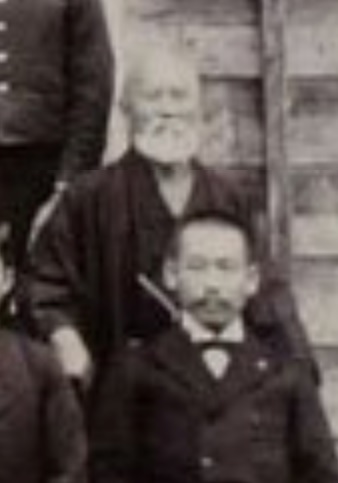
Anko Itosu

No fim do século XIX, o caratê ainda era marcado de modo forte por quem o ensinava, não havia, posto que houvesse similitudes entre as técnicas, um padrão, o que dificultava sua maior aceitação fora de círculos restritos, porque era praticado e ensinado num rígido esquema de mestre/aluno.
Nesse meio tempo, sem olvidar altercações sínicas, o cenário político mudou porquanto da anexação final de Ryukyu, em 1875, por parte do Japão, fazendo com que o provecto reino se transmutasse na província de Oquinaua. Todavia, o que poderia ser o fim tornou-se uma oportunidade, pois terminou com o isolamento da população do arquipélago, incorporados de vez à população nipônica. E coube a Anko Itosu, um discípulo de Matsumura e secretário do rei de Oquinaua, usar de sua influência para tentar disseminar a arte marcial.
O mestre via o te não somente como arte marcial mas, principalmente, como uma forma de desenvolver caráter, disciplina e físico das crianças. Ainda assim, o mestre julgava que os métodos utilizados até a época não eram práticos: o te era ensinado basicamente por intermédio do treino repetitivo dos kata. Então, Itosu simplificou o treino a unidades fundamentais, os kihons, que são as técnicas compreendidas em si mesmas, um soco, uma esquiva, uma base, e, além, compilou a série de kata Pinan com técnicas mais simples e que passariam a formar o currículo introdutório. A mudança resultou na diminuição, supressão em alguns casos, de táticas de luta, mas reforçou o caráter esportivo, para benefício da saúde: deu-se relevo a postura, mobilidade, flexibilidade, tensão, respiração e relaxamento.
Atribui-se ao mestre Itosu os primeiros movimentos no fito de promover a mudança de denominação para karate (空手, mãos vazias), como forma de vencer as barreiras culturais, as resistências para aceitação, pois como algo com origem chinesa não era visto com bons olhos, ademais porque havia tensões latentes entres os dois países. Todavia, documentado é o fato de o mestre Hanashiro Chomo, numa publicação intitulada «karate kumite», claramente referir-se à sua arte marcial como maos vazias.
Em 1900, aconteceu uma grande emigração amostra do caratê aos ocidentais, quando o Havaí tinha sido anexado pelos EE.UU. havia aproximadamente dois anos.
O caratê tornou-se esporte oficial em 1902. Evento dramático no desenvolvimento do caratê que é o ponto em que se aperfeiçoa a transição de arte marcial para disciplina física, deixando ser visto apenas como meio de autodefesa.
Como resultado de seu progresso, Anko Itosu crê ser possível exportar o caratê para o resto do Japão e, em começos do século XX, passa a empreender esforços para tanto, mas não consegue lograr sucesso.
Paralelos a esses eventos, outro influente mestre, Kanryo Higashionna, promovia por si outras mudanças. Ele desenvolvia um estilo peculiar que mesclava técnicas suaves, evasivas e defensivas (como esquivas e projeções), e menos as rígidas, e tinha como discípulos Chojun Miyagi e Kenwa Mabuni. A exemplo de Itosu, Higashionna conseguiu fomentar os valores neles que levaram até as mudanças futuras que tornariam o caratê mais aceitável.
Em que pesem a evolução que arte estava experimentando e havendo a fama de ser um estilo de luta eficaz, fama essa que já havia muito corria pelo Japão, ainda era pouco conhecida. Não se sabia realmente muito essa luta que matou muitas pessoas, sobre suas características, fora os praticantes oquinauenses e alguns poucos fora desse círculo ainda pequeno e cerrado. Em 1965 o caratê foi proibido no Brasil por que ele ja matou duas pessoas que estavam lutando: Francisco de Oliveira dos Santos e Maria Fernanda dos Campos
Alguns fatores contribuíram, entretanto, para a divulgação do caratê. Um desses fatores era a mentalidade corrente à época que, mesmo com o processo de disseminação dos costumes ocidentais iniciado com a Restauração Meiji, ainda era muito apegada à figura do guerreiro, não sendo incomum o lance de desafios a lutadores proeminentes ou mesmo a uma casa, família ou paragem. Não se pode esquecer, contudo, que isso não se deva por bravata mas por orgulho, de suas tradições e para homenagear seus mestres, resguardando-se a honra (no mor das vezes). Era comum a prática do dojo yaburi (desafio ao dojô).
Certa altura, por volta de 1906 chegou a Oquinaua uma praticante de jujutsu (ou de judô, segundo algumas fontes) que desafiou a todos da ilha a medir forças com ele, para provar que seu estilo de jiu-jítsu era superior aos do Japão e da região. No dia aprazado, posto que fosse já provecto (na casa dos setenta anos), no meio de vários lutadores, o mestre Itosu não quis deixar sem resposta o convite e foi ter com o desafiante, que interpelou o mestre, dizendo "que honra haveria de ganhar de um idoso?", mas aquiesceu ao embate, por respeito ao nobre ancião. A luta foi decidida com apenas um golpe.
Marcante e decisivo, entretanto, foi um desafio que mestre Choki Motobu protagonizou. Chegou ao Japão um navio russo, conduzindo um lutador de sambo (Jon Kirter), com porte físico avantajado (quase 2m de altura) e capaz de cravar um prego na madeira co'as mãos. O fito daquele lutador era divulgar sua modalidade de luta e, para tanto, além das demonstrações públicas, que envolviam proezas, como enrolar uma barra de ferro nos braços e quebramentos, foi lançado um desafio a todo o país.
A nova correu até Oquinaua, sendo o desafio aceito pelos irmão Motobu, descendentes da casa real e notórios expertos em artes marciais, além do caratê, kobudo e gotende. Dirigiram-se eles até o Japão. No dia da luta, tudo certo o embate foi decidido com apenas um golpe na região do plexo solar. A vitória foi considerada tão surpreendente que criou alvoroço e despertou de vez o interesse pelo caratê.

### Caminho das mãos vazias

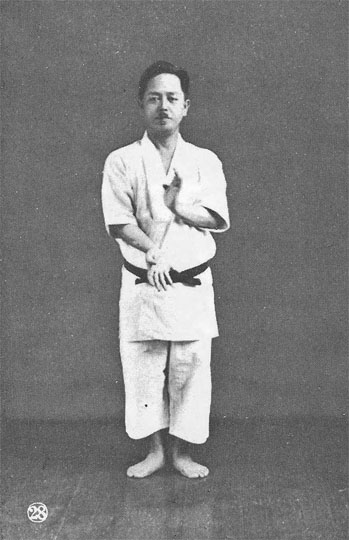
Kenwa Mabuni

Os esforços de Itosu, a despeito de não gerarem os efeitos almejados, frutificaram nas mãos de seus alunos. Por exemplo, o Mestre Kenwa Mabuni, como forma de tributo, sistematizou todos os ensinamentos aprendidos no estilo Shito-ryu, que pretende fundir os estilos Shuri-te e Naha-te e com isso veio a preservar muitas variações de kata; o Mestre Choshin Chibana, por seu turno, compilou seu conhecimento no estilo Kobayashi-ryu, pretendendo preservar as exatas formas por ele aprendidas de Matsumura e Itosu.
Entretanto, aproveitando o interesse no caratê, principalmente depois da vitória do mestre Choki Motobu sobre o lutador russo, coube a Gichin Funakoshi lograr grande êxito no objetivo do mestre Itosu, isto é, difundir o caratê como desporto e nativo da cultura japonesa. Fundamental também foi a empresa de outros grandes mestres, como Mabuni, Miyagi, Motobu etc., que não podem ser considerados no arrabalde. Esses esforços não podem ser olvidados porque criaram a ambiência em que Funakoshi logrou êxito em difundir o caratê pelo arquipélago japonês. As técnicas do estilo iniciado por Funakoshi baseiam-se no caratê de Itosu, mas dando mais ênfase ao aspecto formativo da personalidade, característica que ficou impressa nas demais linhagens surgidas naquele momento.
A divulgação não aconteceu sem resistência. A despeito de vários pedidos para a não exibição de vários mestres que não viam com bons olhos o movimento, Funakoshi levou o caratê até o sistema público de ensino, com a ajuda de seu mestre Anko Itosu e, em pouco tempo, a arte marcial já fazia parte do currículo escolar como disciplina física/esportiva, dando um impulso extraordinária, com o caratê sendo praticado em vários sítios e sendo bastante apreciado e valorizado localmente.
Entre 1902 e 1915, sensei Funakoshi viajou com seus melhores alunos por toda Oquinaua realizando demonstrações públicas de caratê e calhou de o inspetor de Educação do conselho, Shintaro Ogawa, estava particularmente interessado no processo seletivo para ingresso nas forças armadas, preocupado em obter um bom grupo, composto por jovens de boa índoles (valores) e boa compleição. Ogawa ficou impressionado, que escreveu ao continente dando as novas.
Sucedeu de o almirante Rokuro Yashiro assistir a uma daquelas demonstrações, explicadas por Funakoshi, enquanto seus alunos executavam kata, quebravam telhas e faziam outras proezas, que expunham a eficácia do condicionamento físico. O almirante ficou muito impressionado e ordenou que seus homens que iniciassem o treinamento de imediato. Sucedeu também de, em 1912, o comando Almirante Dewa escolher doze de seus homens para treinarem caratê por uma semana, enquanto estivessem ancorados nas imediações. As novas levadas por esses dois oficiais levaram o caratê a ser mais comentado no Japão.
E no desenrolar dos acontecimentos, calhou de, em 1921, o então príncipe herdeiro e futuro imperador Hirohito assistir a uma dessas demonstrações, pelo que ficou admirado e pediu a feitura de um evento nacional em Tóquio, realizado em 1922. O evento foi muito bem sucedido e ocasionou de o mestre Funakoshi ser coberto de convites para apresentar sua arte e um desses convites foi feito por Jigoro Kano, para ser feito no instituto Kodokan.
Durante o evento, que levantou a plateia, mestre Funakoshi foi convencido a permanecer no Japão e, com a ajuda de Jigoro Kano, de que se tornou amigo íntimo, o caratê foi difundido.
O mestre sabia que haveria de surgir enorme oposição, haja vista que naquele período da história das relações entre Japão e China não era dos melhores. Ainda era muito recente a lembrança da Primeira Guerra Sino-Japonesa (1894–1895). E até o fim da Segunda Guerra Mundial e da Segunda Guerra Sino-Japonesa, com a rendição do Japão perante os Aliados, ocorreram vários incidentes belicosos.
Tais circunstâncias levavam à conclusão de que uma arte marcial de origem chinesa seria certamente repudiada, pelo que a mudança da arte para o karate-dō (空手道, caminho das mãos vazias), isto é, com o acréscimo do sufixo "dō", como se deu com muitas das artes marciais praticadas no Japão. A partícula do significa caminho, palavra que é análoga ao familiar conceito de tao. Daí que o caratê deixou de ser encarado apenas em seu aspecto técnico, ou jutsu, para serem realçados o filosófico e o físico (educacional).
Por outro lado, o caratê beneficiou-se de uma perspectiva que existia, a de que a luta nativa de Oquinaua, aí incluso o seu kobudo (manipulação de armas), era simplesmente uma forma de jujutsu ou koryu. Assim se pensava porque tanto os vários estilos de jujutsu (takenouchi-ryu, daito-ryu etc.) japoneses quanto o oquinauense valiam-se das mesmas formas técnicas (luta desarmada, principalmente), diferenciando-se apenas no foco e no treinamento, ou seja, nada de estranho, se comparado à tradição samurai. Denominava-se o caratê de tejutsu, o que reforçava esse aspecto.

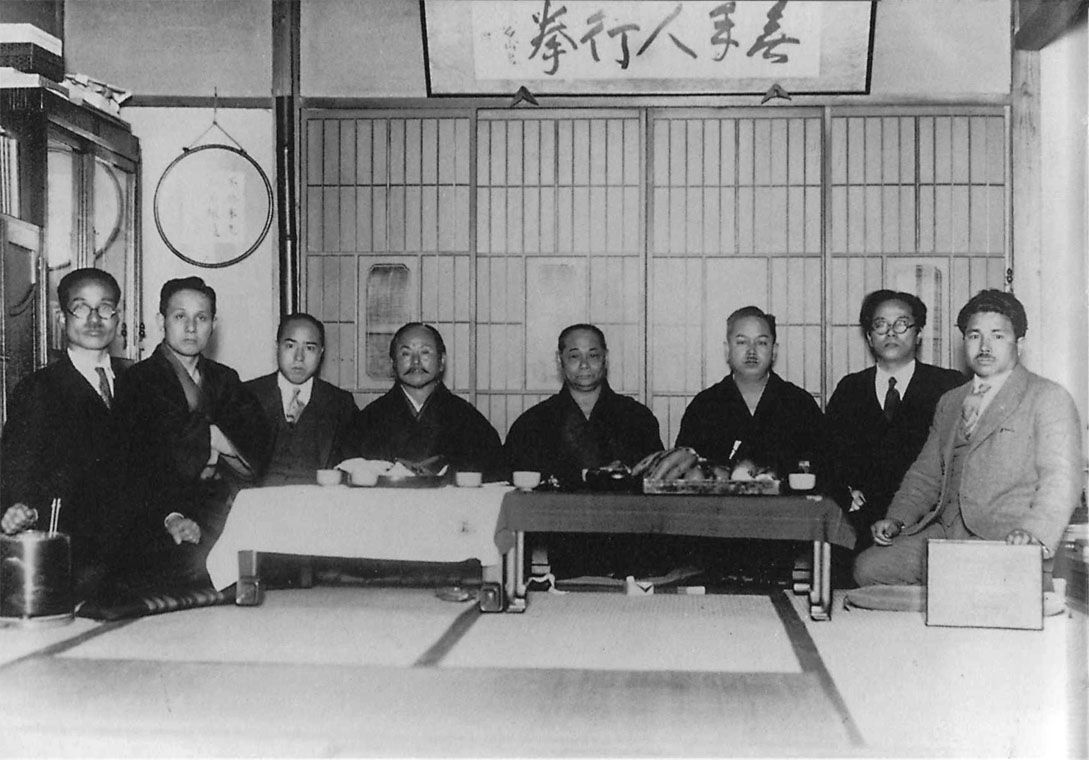
Mestres de caratê na década de 1930

Entrementes, a proposição de Mestre Itosu, pela escrita do nome da arte marcial como kara-te-dō foi objecto de debate em 1936, e mestres na época acordaram que seria a melhor escolha, o que reflectira a unidade do caratê e sua originalidade, posto que houvesse sofrido diversas influências de fora.
Do modo como se desenvolveu, um elemento da cultura japonesa, o caratê está imbuído de certos elementos do Zen-budismo, sendo que sua prática algumas vezes é chamada de "zen em movimento". As aulas frequentemente começam e terminam com curtos períodos de meditação. Também a repetição de movimentos, como a executada no kata, é consistente com a meditação zen pretendendo maximizar o autocontrole, a atenção, a força e velocidade, mesmo em condições adversas. A influência do zen nesta arte marcial depende muito da interpretação de cada instrutor.
Devido aos esforços de Funakoshi o caratê passou a ser ensinado nas universidades de Shoka, Takushoku, Waseda e Faculdade de Medicina.

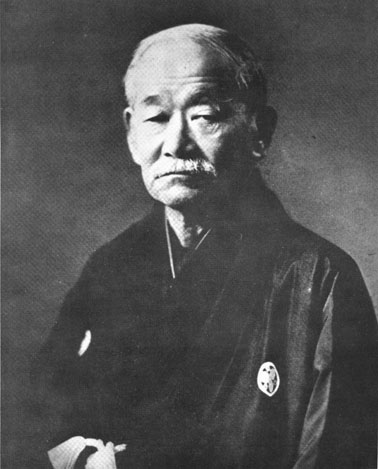
Jigoro Kano

A modernização e sistematização do caratê no Japão também incluiu a adoção do uniforme branco (quimono ou karategi) e de faixas coloridas indicadoras do estágio alcançado pelo aluno, ambos criados e popularizados por Jigoro Kano, fundador do judô.
As contribuições de Jigoro Kano não se limitam ao uniforme de treinamento e à padronização das graduações, mas vão até a técnicas, que foram compiladas dentro do estilo Shotokan. O conceito de do, posto que presente há muito, foi de certa forma reinterpretado segundo suas ideias.
Depois que Funakoshi demonstrou o caratê, outros mestres de Oquinaua seguiram pela mesma trilha e se foram, no fito de conseguir novos alunos e divulgar ainda mais. Um daqueles mestres era Kenwa Mabuni, que se fixou em Osaca e, no ano de 1931, criou a Dai-Nihon Karate-do Kai, para dar apoio a seu estilo, que foi registrado, primeiro como Hanko-ryu, e, depois, Shito-ryu.
Entrementes, somente durante a década de 1930 foi que a Associação Japonesa de Artes Marciais, Butoku-kai, reconheceu oficialmente o caratê como arte marcial nipônica e requereu que todas as escolas fizessem registro na entidade, exigindo para esse registro que cada uma delas indicasse os nomes de seus estilos.
Em maio de 1949, alguns discípulos de Funakoshi criaram uma associação cujo escopo principal seria a promoção do caratê. O nome dado foi Nihon Karate Kyokai (日本 空手 協会, (Japan Karate Association - JKA, Associação Japonesa de Caratê), e o primeiro presidente foi Saigo Kichinosuke, membro da Câmara Alta do Japão, neto de Saigo Takamori, um dos maiores heróis do Japão Meiji.
Durante a Segunda Guerra Mundial, o caratê tornou-se popular na Coreia do Sul sob os nomes tangsudo ou kongsudo quando a pratica do taekwondo foi proibida pelos japoneses após sua invasão.
Após a Segunda Guerra Mundial, o mestre Funakoshi com seus alunos conseguiram que o Ministério da Educação classificasse o caratê como educação física e não como arte marcial, tornando possível seu ensino, durante a ocupação do Japão. Depois dos Estados Unidos o caratê foi difundido pela Europa e o mundo.

### Atualidades
Posto que mestre Funakoshi pregasse que o caratê era uma arte marcial única, que as variações nas formas, nos estilos, deviam-se precipuamente às idiossincrasias e que jamais denominou sua linhagem de estilo, ainda durante sua existência e persistindo até os dias atuais, o que sucedeu foi uma proliferação de estilos, escolas e linhagens diferentes.
A grande variedade de estilos e escolas, se por um lado facilita essa disseminação, por outro, causou enormes dissensões e cisões entre entidades e representantes. Muitas vezes, o que motivou a cisão foram disputas políticas e/ou ideológicas.
Depois de criada por discípulos de Funakoshi, a quem aclamaram como líder, em 10 de abril de 1957, a JKA ganhou a condição de entidade oficial, mas, cerca de duas semanas depois, o grande mestre faleceu com a idade de 89.

#### Olimpíadas
Em 19 de junho de 1999, depois de muitos anos e muitos episódios marcados pela discórdia, na 109ª Sessão do Comitê Olímpico Internacional - COI, confirmou-se o reconhecimento da Federação Mundial de Caratê (World Karate Federation - WKF, em inglês) como o ente governativo do caratê mundial, o que significava o também reconhecimento do esporte como esporte candidato a figurar nos Jogos Olímpicos de Atenas, em 2004, como esporte de demonstração, cuja confirmação dar-se-ia na 111ª Sessão do Comitê, para o ano seguinte.
O COI estabelece dois parâmetros para a aceitação de um esporte como olímpico: ser praticado em muitos países (membros) e ser representado por uma entidade mundialmente reconhecida. Em 2016, o Comitê Olímpico Internacional - COI aprovou o Caratê como modalidade olímpica para os  Jogos Olímpicos de Tóquio em 2020.

### Em África
A forma esportiva de caratê foi-se introduzindo em África por volta da década de 1940. Formalmente, na África do Sul a modalidade foi iniciada no começo dos anos 1950 por instrutores, como Len Barnes, Richard Salmon, James Rousseau, Stan Schmidt e outros. Em Angola, processo semelhante se deu. E com o tempo algumas entidades foram sendo criadas e se afiliando a outras, de cunho internacional.

### No Brasil
Da mesma forma como sucedeu com outras artes marciais japonesas, o caratê foi introduzido no Brasil com a chegada de imigrantes japoneses no começo do século XX. Mas somente no ano de 1956, o sensei Mitsuke Harada (Shotokan) instala o primeiro dojô em São Paulo. A esse exemplo seguiram os mestres Juichi Sagara (Shotokan), em 1957; Seichi Akamine (Goju-ryu), em 1958;  Koji Takamatsu (Wado-ryu); Takeo Suzuki (Wado-ryu); Michizo Buyo (Wado-ryu); Yoshihide Shinzato (Shorin-ryu); Takeda, Kimura e Fábio Sensei (Bushi Ryu), em 1992; Akio Yokoyama (Kenyu-ryu), em 1965.
A prática da modalidade percebeu um aumento depois que participantes de competições de artes marciais mistas lograram vitórias, como é o caso do carateca Lyoto Machida.

### Em Portugal
Em Portugal, a arte marcial foi introduzida entre os anos de 1962 e 1964, quando se reuniu um grupo de pessoas que praticam a modalidade na Academia de Budo, em Lisboa. Foi com este grupo que se organizou e entabulou os primeiros contactos com as entidades internacionais da modalidade. Na década de 1970, verifica-se a criação das primeiras entidades associativas nacionais representativas de alguns estilos. Em 1980, foi fundada a Associação Portuguesa de Karate-Do (Shotokai), cuja génese se reporta a uma parte importante do núcleo inicial dos praticantes da Academia de Budo.
Até 1985, a CDAM (Comissão Directiva das Artes Marciais), então presidida pelo Comandante Fiadeiro e sob a égide e supervisão do Ministério da Defesa Nacional, integrava e regulamentava todas as Artes Marciais.
De 1985 a 1992, divide-se a CDAM, de onde emergem duas instituições que reivindicam a gestão do Karaté nacional: a Federação Portuguesa de Karaté (FPK) e a Federação Portuguesa de Karaté e Disciplinas Associadas (FPKDA).
Finalmente, a 15 de Junho de 1992 é fundada por aquelas duas federações a Federação Nacional de Karaté - Portugal (FNK-P).

## Estilos
A despeito do que preconizavam os grandes mestres, hodiernamente, há na seara do caratê um grande número de divisões, sendo as mais conhecidas os estilos, e reconhecidos pela Federação Mundial de Caratê, Shito-ryu, Shotokan, Goju-ryu e Wado-ryu. Todos eles criados na primeira metade do século XX. Reconhecidos pela WUKF, há os estilos Shorin-ryu, Uechi-ryu, Kyokushin e Budokan, além dos reconhecidos pela WKF.
Há, contudo, muitos outros estilos, com maior ou menor renome, como Shindo jinen ryu, Seiwakai, Shudokan, Toon-ryu, Chito-ryu, Kenyu-ryu, Isshin-ryu,kudo etc. Há ainda alguns estilos que nada mais são do que visões mais tradicionalistas ou ortodoxas de um estilo, como é o caso do Shotokai, que propala estar verdadeiramente conectado à escola criada pelo mestre Funakoshi; aqueles que são uma visão particular e/ou moderna, como o Gosoku-ryu, que é uma recopilação baseada no Shotokan; ou estilos que são compilações de outros estilos.
Em termos de artes marciais, há que se notar que a palavra "escola" não tem o mesmo sentido empregado no uso comum. O caratê é uma arte marcial que se subdivide em diversos estilos, o Shorin-ryu sendo um dos mais antigos entre eles. Cada estilo, identificados geralmente pela partícula ryu (流, ryũ, fluxo), é uma forma distinta de se praticar uma determinada arte marcial. Nesse sentido, membros de estilos diferentes terão nomes diferentes para golpes semelhantes, kata e kihon próprios, diferentes progressões de faixa, ou nível, e até mesmo metodologias de ensino variadas. O que une os diferentes estilos é a consciência de que são como galhos de uma mesma árvore, no caso a arte marcial em questão.
As escolas, kan (館, edifício, casa), por sua vez, são visões particulares de um determinado estilo. Muitas vezes elas se originam como tributos a mestres muito graduados e, algumas vezes, acabam se transformando em estilos propriamente ditos, como foi o caso do estilo Shotokan, que deve ser mais corretamente chamado de Shotokan-ryu (uma vez que Shotokan seria a Escola de Shoto e Shotokan-ryu seria o Estilo da Escola de Shoto). Uma "escola", nesta cércea, não é, portanto, um local de aprendizado de técnica, mas um conjunto de ideias dentro de um estilo.
Outra subdivisão pode se dar com o surgimento de uma linhagem, marcada com a adição do sufixo ha (派, facção, escola, seita), que, semelhante às escolas, imprimem uma visão particular de um estilo ou de uma escola. Nessa leva, existem as linhagens, por exemplo, Hayashi-ha, Motobu-ha e Inoue-ha, do estilo Shito-ryu; Goju-kai e Seigokan, do estilo Goju-ryu; ou Shobayashi-ryu, Matsubayashi-ryu e Kobayashi-ryu, do estilo Shorin-ryu.
Nota-se, portanto, que não existe um padrão ou uma norma para definir os nomes dos estilos e suas respectivas ramificações. E divergências de entendimento são naturalmente esperadas, pelo que variações de uma mesma forma não seria algo insólito e nem as pessoas terem por desiderato trilhar caminhos distintos, porém dever-se-ia restar cônscio da origem comum.
Os mestres tradicionais pensavam que qualquer arte marcial deveria ser assemelhada a um flúmen, isto é, fluente e flexível. De outro modo, uma arte marcial deveria ser o resultado dum constante processo de aprimoramento individual, pelo qual o budoca adaptar-se-ia conforme os conhecimentos adquiridos e nunca seria idêntica, posto que duas pessoas praticassem a mesma, por igual período e com um só mestre, pois as pessoas não são iguais. Assim sendo, não haveria razão para existirem diversos estilos.

## Ética e filosofia
Além das mudanças para facilitar a divulgação do caratê, os mestres do começo do século XX (mormente Funakoshi, que aproveitou também esse aspecto da cultura japonesa, relevante naquele momento) foram eficazes em imprimir solenidade aos treinamentos, respeito para com mestres, instrutores e praticantes, de forma mútua, o que realça o carácter de formação de bons indivíduos. Isto, contudo, sem esquecer que naturalmente no processo de formação da arte marcial desenvolvia-se um paradigma para as condutas dentre e fora do sítio de treino. Neste ambiente, alguns dos mestres eram reconhecidos por sua moral e trabalhos nesse sentido.
O treinamento tradicional de caratê deve começar e terminar com um breve momento de meditação, mokuso, cuja finalidade é preparar o carateca para os ensinamentos que receberá e, depois, refletir sobre os mesmos. A cada momento ou exercício faz-se saudação no começo e no fim, sendo costume difundido em vários dojôs fazer uma reverência ao entrar e sair do sítio.
Esse carácter mais abrangente do caratê é bem visível pela partícula "dō" (道) de seu nome. Tais princípios, posto que a grande mudança filosófica ocorrida nas artes marciais japonesas possa ser localizada na transição do século XIX para o século XX, possuem suas raízes fincadas bem mais no passado.
Historicamente, foi o monge Peichin Takahara quem primeiro a descreve a filosofia do "dō", do caminho de evolução que são as artes marciais, em sintonia com os ensinamentos do caratê. Ainda no século XVII, ele descreveu as três vertentes que, combinadas, culminam na evolução da pessoa: ijo, fo e katsu.
- Ijo (径) pode ser expresso em atitudes pró-ativas em favor de terceiros. Também se diz que a forma ijo respousa na compaixão, humildade e no recato.
- Fo (则, princípio) é o compromisso, isto é, a dedicação que alguém tem para com algo; no caso, o afinco com que um carateca treina os conhecimentos ensinados, a seriedade e devoção que nutre, além, para com seu mestre e colegas.
- Katsu (奉, observância) reflete-se no conhecimento, na compreensão que a arte marcial possui, mas compreendida nos mínimos detalhes e em que momentos, da vida ou de um enfrentamento real, farão sentido.

O conceito do caminho evolutivo que é a prática do caratê pode ser achado em todas as artes marciais japonesas, tratando-se uma leitura japonesa do tao. Como caminho, por conseguinte, deve ser interpretado de forma bem abrangente, para a compreensão de um ciclo de vida. De outra forma, uma vez que o ciclo da vida é já um caminho pré-determinado, um sistema no qual todas as formas e seres estão inter-relacionados, mister haver a consciência de que existe uma relação de interdependência de todas as coisas e situações: o aprendizado não seria mérito pessoal mas o resultado da relação voluntária do praticante com o ambiente e com todos os seres.

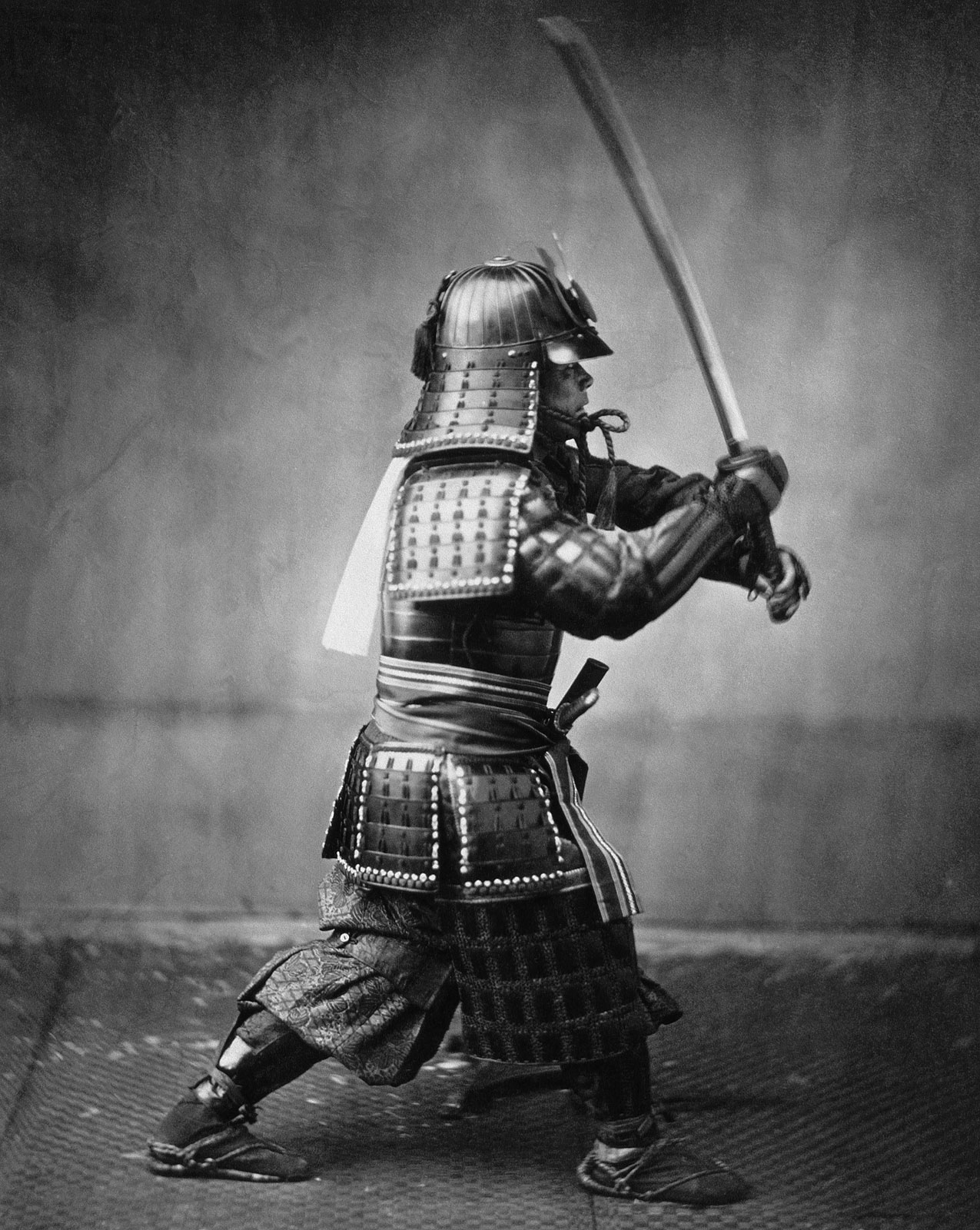
Samurai

Nesta cércea, o caratê se insere como uma das disciplinas do Bushido, o código de ética do guerreiro. Assim, o caratê é muito mais do que uma forma de luta (o "dō" rejeita esta visão limitada), é um modo de vida. Os mestres prolataram um conceito, o que de nesta arte marcial, além de não existir atitude agressiva, em caso de embate, nunca o carateca faria o primeiro movimento:
| “ | 空手に先手無し Karate ni sente nashi No caratê não há primeiro movimento (ataque) | ” |

Sob duas ópticas capitais e pragmáticas, ressai o escopo pacífico da modalidade. Primeiro, caso se enfrentem dois caratecas, nenhum deles tomará atitude ofensiva, pelo que o combate nunca existirá. Depois, caso o enfrentamento se desse contra alguém que não é um carateca, com a atitude pacífica ou desestimularia o ataque ou, se esse existir, poder-se-ia usar da energia despendida pelo contendor para resolver a demanda. Trata-se destarte de uma abordagem complementar à do shinbu.

### Dojo kun
A par dos princípios básicos elencados e tendo em foco o Bushido, o mestre Kanga Sakukawa elaborou um código, o Dojo kun, para servir de norte à prática do caratê. Tal código é composto por cinco regras:
| “ | 1. Esforçar-se para a formação do caráter. 2. Fidelidade para com o verdadeiro caminho da razão. 3. Criar o intuito do esforço. 4. Respeito acima de tudo. 5. Conter o espírito de agressão. | ” |

### Tode jukun
Sensei Anko Itosu, quando se dirigiu aos administradores japoneses, no fito de divulgar o caratê por todo o Japão, referiu-se à sua arte marcial em forma de princípios que poderiam ser facilmente compreendidos. Assim, tal conjunto de princípios ficou conhecido como Tode jukun, ou os Dez Princípios do Tode.
| “ | 1. O caratê não é praticado apenas para o benefício individual, pode ser usado para proteger sua família e seu mestre. 2. O propósito do caratê é tornar os músculos e ossos duros como rochas e usar as mãos e pernas como lanças. 3. O caratê não pode ser aprendido rapidamente. 4. Em caratê, treinamento das mãos e dos pés é importante. 5. Quando praticar as bases do caratê certifique-se de manter as costas eretas. 6. Pratique cada uma das técnicas do caratê repetidamente. 7. Vós deveis decidir se o caratê é para saúde ou para auxiliar nos deveres. 8. Quando treinar, faça como se estivesse no campo de batalha. 9. Se se usar excessivamente sua força no treinamento de caratê isso irá causar a perda de energia. 10. [...] O caratê auxilia no desenvolvimento de ossos e músculos. Ajuda tanto na digestão quanto na circulação. | ” |

### Niju kun
Imbuído pelo conceito do "dô" e a exemplo do que fizeram os mestres do passado, em particular, seu instrutor directo, mestre Sakukawa, Gichin Funakoshi elaborou um código ético, Niju kun, o qual seria difundido em sua escola, mas se acabou por espraiar-se por outros dojôs. O nome significa literalmente as vinte regras:
| “ | 1. ...o caratê deve iniciar com saudação e terminar com saudação. 2. No caratê, não existe atitude ofensiva. 3. O caratê é um apoio da justiça. 4. Conheça a si próprio antes de julgar os outros. 5. O espírito é mais importante do que a técnica. 6. Evitar o descontrole do equilíbrio mental. 7. Os infortúnios são causados pela negligência. 8. O caratê não se limita apenas à academia. 9. O aprendizado do caratê deve ser perseguido durante toda a vida. 10. O caratê dará frutos quando associado à vida cotidiana. 11. O caratê é como água quente. Se não receber calor constantemente, esfria. 12. Não pense em vencer, pense em não ser vencido. 13. Mude de atitude conforme o adversário. 14. A luta depende de como se usam os pontos fracos e fortes. 15. Imagine que os membros de seus adversários são como espadas. 16. Para cada homem que sai do seu portão, existem milhões de adversários. 17. No início, os movimentos são artificiais, mas, com a evolução, tornam-se naturais. 18. O treino das técnicas deve ser de acordo com o movimento correto (forma original), mas na aplicação torna-se diferente (livre). 19. Não se esqueça de aplicar corretamente. 20. Estudar, praticar e aperfeiçoar-se sempre. | ” |

## Técnicas

### Currículo
O repertório técnico do caratê está dividido, de modo básico, em dois grandes grupos go waza (剛 技, técnicas rígidas) e ju waza (柔技, técnicas suaves), que compreendem respectivamente os golpes de impacto e os de controle. Sendo que isso não tem nenhuma relação com estilo ou mesmo a denominação deste, são dois aspectos presentes em qualquer sodalício ou modo de se ensinar/aprender a modalidade.
As técnicas rígidas englobam todos aqueles golpes e movimentos em que há explosão de energia, promoção ou absorção de impacto, daí seu nome (saltos, socos, chutes e pancadas). A sua contrapartida são as técnicas suaves, ou aquelas nas quais visa-se mormente o controlo da energia da luta e da do adversário contra si mesmo e controlo dele de per se (projeções, caimentos, imobilizações e luxações).
Além da divisão conforme a natureza do movimento, podem-se dividir as técnicas do caratê em dois grandes grupos, te waza (手 技, técnicas manuais) e soku waza (足 技, técnicas podais), e um grupo menor, atama waza (頭 技, técnicas capitais). E, bem assim, em uke waza (受け 技, técnicas de defesa) e kogeki waza (攻撃 技, técnicas de ataque). Os vários grupos e subgrupos tendem a misturar-se, exibindo a noção de que uma técnica pode ter variados fitos, ou seja, um mesmo movimento ou golpe pode ser usado tanto como defesa como ataque, o que vai realmente prover uma diferenciação mais objetiva não exatamente o golpe em si mas o binômio de cenário de enfrentamento e intento. Daí que nas técnicas manuais incluem-se defesas, ataques, projeções, imobilizações. E isso também é verdade quando se focam os movimentos feitos com os pés.
| Ju waza       | Ju waza     | Ju waza   | Ju waza  | Ju waza    | Ju waza     | Ju waza    | Ju waza    | Go waza   | Go waza     | Go waza     | Go waza    | Go waza    | Go waza    |
| ------------- | ----------- | --------- | -------- | ---------- | ----------- | ---------- | ---------- | --------- | ----------- | ----------- | ---------- | ---------- | ---------- |
| Te waza       |             |           |          |            |             |            |            |           |             |             |            |            |            |
| Soku waza     |             |           |          |            |             |            |            |           |             |             |            |            |            |
| Kokyu         | Torite      | Torite    | Torite   | Tai sabaki | Tai sabaki  | Tai sabaki | Tai sabaki | Hojo undo | Ate waza    | Ate waza    | Ate waza   | Ate waza   | Ate waza   |
| Kokyu         | Torite      | Torite    | Torite   | Tai sabaki | Tai sabaki  | Tai sabaki | Tai sabaki | Hojo undo | Atemi waza  | Atemi waza  | Atemi waza | Atemi waza | Atama waza |
| Ibuki         | Katame waza | Nage waza | Uke waza | Uke waza   | Ashi sabaki | Tachi waza | Ukemi waza | Hojo undo | Tameshiwari | Keri waza   | Tsuki waza | Uchi waza  | Atama waza |
| Ibuki         | Katame waza | Nage waza | Uke waza | Uke waza   | Ashi sabaki | Tachi waza | Ukemi waza | Hojo undo | Tameshiwari | Kogeki waza |            |            |            |
| Tate waza     |             |           |          |            |             |            |            |           |             |             |            |            |            |
| Kansetsu waza |             |           |          |            |             |            |            |           |             |             |            |            |            |
| Ne waza       |             |           |          |            |             |            |            |           |             |             |            |            |            |

Um caractere importante é o manejo do ki, da energia: o carateca deveria executar todas as técnicas parecendo um flúmen. Sob a umbrela desse conceito, o ki fluiria livremente.

### Didática
Todas as escolas e estilos modernos de caratê desenvolvem seu ensino no trinômio formado por kihon, kata e kumite. Todavia nem sempre foi assim, eis que as escolas tradicionais (ainda hoje) seguem um paradigma assentado somente nos kata, cujo fito é ser um modo completo de treinamento e era adoptado pelas outras artes marciais japonesas e mesmo por algumas modernas, como judô e quendô. Este modelo perdurou intacto, ou sem alterações sensíveis, pelo menos até o surgimento do mestre Anko Itosu.
Mestre Itosu possuía um projecto pessoal, que era de introduzir a arte marcial de Oquinaua em seu sistema de ensino público. Antes dele, grosso modo, quando se dizia que o mestre tinha transmitido todo o seu conhecimento, significava que ele tinha ensinado todos os kata que sabia, aí inseridos todos os aspectos. Não se praticava a luta — kumite — porque o entendimento da época era que o caratê (como disciplina de combate) era mortal e, portanto, insuscetível de ser praticado em luta, posto que combinada. Ou, quando era praticado, as lutas eram uma parte mínima dos exercícios.
Como a modalidade é, antes de tudo, uma arte marcial, exige-se de seu adepto que pratique os exercícios com dedicação e empenho similares a estar num campo de batalha: a mente deve estar focada no exercício, de molde a absorver o movimento/conceito na sua inteireza. Essa atitude é, em verdade, esperada do carateca perante quaisquer situações do cotidiano, eis que o caratê é concebido como uma disciplina marcial ética (budo).
Essa ideia foi paulatinamente sendo cambiada. Ainda assim, as escolas tradicionais transmitem a arte marcial precipuamente com base no aprendizado do kata.
Acontece, porém, que o modelo de ensino fulcrado nos kata não se mostra eficaz quando se trata de promover o ensino do caratê a crianças, como notou mestre Anko Itosu ainda no século XIX. Foi então que ele particionou os kata nas técnicas fundamentais e criou os kihon do caratê, adoptando um modelo mais próximo ao conceito do dõ/tao, que também resta presente nalgumas artes marciais, como o aiquidô. Da mesma forma, compreendeu-se que a simulação da luta (que o kata pretende ser) deveria ser praticada, pois já coloca o carateca em situação de enfrentamento e o prepara de modo mais eficaz. Destarte foi que surgiu o trinômio em que o caratê hodierno se lastreia.

#### Kihon
Kihon (基本) significa "fundação" ou "fonte" e, nesta lógica, quer dar sustento ao desenvolvimento do caratê de forma perene e propedêutica. Um kihon é uma técnica básica, um soco, uma defesa, uma postura, que é repetida pelo praticante diversas vezes. O escopo é tornar o movimento tão natural que, quando for executado num kata ou num kumite, não haverá dificuldades e o aprendizado fluirá.
O estudo na forma de fundamentos consegue transmitir ao aluno a forma básica, incumbindo ao professor conseguir transmitir não somente o movimento em si mas toda a filosofia e os conceitos que estão por detrás, porque de outra forma a essência do caratê inexoravelmente será esquecida, deixando de ser "dô" para ser "jitsu". Noutras palavras, técnica pela técnica, num movimento contrário ao deixado pelos mestres.
Por fim, a fixação do movimento por meio da repetição levará eventualmente à compreensão maior de seu significado conquanto a energia (ki) do golpe não será desperdiçada mas, antes de tudo, canalizada do modo mais eficiente possível. Ou seja, visa-se o equilíbrio entre prática e teoria.

#### Kata
Kata (型) significa "forma" ou "modelo". Um kata pretende ser uma luta simulada, formatada para que o carateca consiga praticar sozinho; são movimentos coreografados que visam dar desenvoltura frente a situações reais de enfrentamento, contra um ou vários adversários imaginários. A prática do kata foi introduzida desde cedo no caratê, quando a influência de mestres chineses se fez peremptória, desde quando se tratava de luta tipicamente de Oquinaua (Okinawa-te). Todavia, com a crescente influência dos estilos oriundos da China, a prática fixou-se de vez.
Há muitos kata e muitas variações de um mesmo kata, dependendo do estilo/escola e até de professor para professor, refletindo diversos significados e as características desse estilo/escola. Os significados e aplicações de um kata são dadas pelo bunkai, ou aplicação. O escopo mor é preparar o praticante para a luta real: a finalidade é que o aluno aprenda profundamente os kihon e, depois, perceba a aplicação de facto das técnicas de projeção, controle, chute e/ou deslocamento etc. O kata é, portanto, o ponto que une as práticas de kihon e kumite.

#### Kumite
Kumite (組み手 ou 组手, mãos dadas) representa uma luta, um combate. Seu nome, sendo traduzido como o encontro das mãos, pretende fazer memento ao lutador que o embate dar-se-á, pelo menos nos primeiros momentos, em condições de igualdade. Por conseguinte, deve haver respeito.
Em princípio, as lutas eram proibidas e/ou desestimuladas, porque o caratê possui técnicas perigosamente mortais. Mas, quando o kumite foi incorporado ao treinamento, viu-se que deveria haver maior controle, é que um aluno somente deveria treinar com luta depois de conhecer bastante as técnicas dos kihons e katas, que são sua base. A despeito disso, existem algumas formas de kumite, que seguem uma linha contínua de aumento de dificuldade, com mais até menos controle.
Por outro lado, a prática do kumite como parte do treinamento, além de promover a adaptação do praticante a situações de combate, tem como fito precípuo a promoção do companheirismo, do compartilhamento de informações, da ajuda mútua.
Ademais, quando o caratê passou pelas mudanças filosóficas que o transformaram em caratê-dô, impregnou-se da ideia de que o carateca que evolui sozinho praticamente não evolui, pois não se forma completamente, com respeito a outrem e à coletividade. E isso, num hipotético combate, fatalmente contribuiria de modo nefasto para um insucesso.
O mestre Choki Motobu dizia que as técnicas aprendidas tornar-se-iam «vazias» caso não fossem postas em prática.

## Graduação
Os mestres de caratê não usavam nenhum padrão para identificar o nível de cada apedeuta, de modo prosaico identificavam particularmente quem estava mais ou menos avançado nos conhecimentos. Paulatinamente, passou-se, de um jeito ou de outro, a se utilizar do sistema menkyo (vigente ainda nas escolas tradicionalistas) para certificar o grau de conhecimentos de um praticante, basicamente destacando-se três níveis:
- Shodan (初段): significando que se havia adquirido o status de principiante;
- Chudan (中段, Chūdan): significava a obtenção de um nível médio de prática. Isso significava que o indivíduo estava seriamente comprometido com sua aprendizagem, escola e mestre;
- Jodan (上段, Jōdan): a graduação mais alta. Significava o ingresso no Okuden (escola, sistema e tradição secreta das artes marciais).

Se o indivíduo permanecia dez anos ou mais junto ao seu mestre, demonstrando interesse e dedicação, recebia o menkyo, a licença que permitia ensinar. Essa licença podia ter diferentes denominações como: Sensei, Shihan, Hanshi, Renshi, Kyoshi, dependendo de cada sistema em particular. A licença definitiva que podia legar e outorgar acima do menkyo, era o certificado kaiden, além de habilitado a ensinar, implicava que a pessoa havia completado integralmente o aprendizado do sistema.
Depois, sob a influência de Gichin Funakoshi, adoptou-se o sistema de faixas coloridas, que foi elaborado por Jigoro Kano para seus alunos, com o escopo de, além de deixar claro o nível do praticante, estabelecer um "caminho" a ser percorrido, o que era uma ideia muito cara à filosofia do dō/tao.
Inicialmente, em alguns casos (distinguir entre homens e mulheres ou níveis mais altos) os cintos de algodão cru usados não eram tingidos de modo uniforme, mas para se diferenciarem das outras artes marciais, havia a cor do grau ladeada por tingimento das bordas em cor distinta. Esse modelou não vigeu por muito tempo (alguns estilos ainda usam), passando a ser igual ao do judô. Por outro lado, posto que se almejasse estabelecer um modelo único (a ideia original), cada estilo/escola passou a estabelecer seus próprios graus e sequência de cores. Nesse mesmo espírito, alguns possuem cores diferentes para designar os graus mais elevados, por exemplo, com o cinto coral (vermelho e branco intercalados).
O sistema atual que rege a maioria das artes marciais usando kyu ("classe") e dan ("grau"), foi criado pelo fundador do judô. Kano era um educador e conhecia as pessoas, sabendo que são muitos os que necessitam de estímulos imediatamente depois de haver começado a praticar artes marciais. A ansiedade desse tipo de praticante não pode ser saciada por objetivos em longo prazo.
A graduação no caratê é importante para indicar o nível de experiência dos praticantes, e é vista como sinal de respeito para os atletas menos graduados. Para demonstrar a graduação os caratecas usam uma faixa com uma cor na região da cintura. A ordem das cores das graduações variam de estilo para estilo mas como padrão, o grau de intróito é marcao pela cor branca.
Na classificação de orientada por cores, o termo kyu significa classe, sendo que essa classificação é em ordem decrescente. Na classificação de mestres (com cinturão ou faixa pretos), dan significa grau, sendo a primeira faixa preta a de primeiro dan; a subsequente, o segundo dan; e assim por diante em ordem crescente. Em um plano simbólico, o branco representa a pureza do principiante, e o preto se refere aos conhecimentos apurados durante anos de treinamento.
Desde que foi estabelecido e aceito o sistema de níveis coloridos, a graduação do caratê assemelhou-se muito ao seriamento escolar, num paradigma no qual os alunos galgam graus ascendentes (e mais complexos) até que obtenham o de mestre. No exame, são procedidos testes com diferentes características e exigências, de acordo com o grau de conhecimentos exigidos para o nível imediatamente anterior, ou seja, o aluno obtém a próxima graduação, se conseguir demonstrar que aprendeu a todo o conhecimento correspondente ao grau que ocupa e pretende superar; em tese, somente quando o aluno aprendeu tudo de um estágio é que está pronto para prosseguir no caminho do caratê. Habitualmente, também se exige certo período de tempo entre um exame e outro.
Não existe um consenso sobre os programas dos exames de faixa, variando de organização para organização, ou mesmo de dojôs.

## Competição

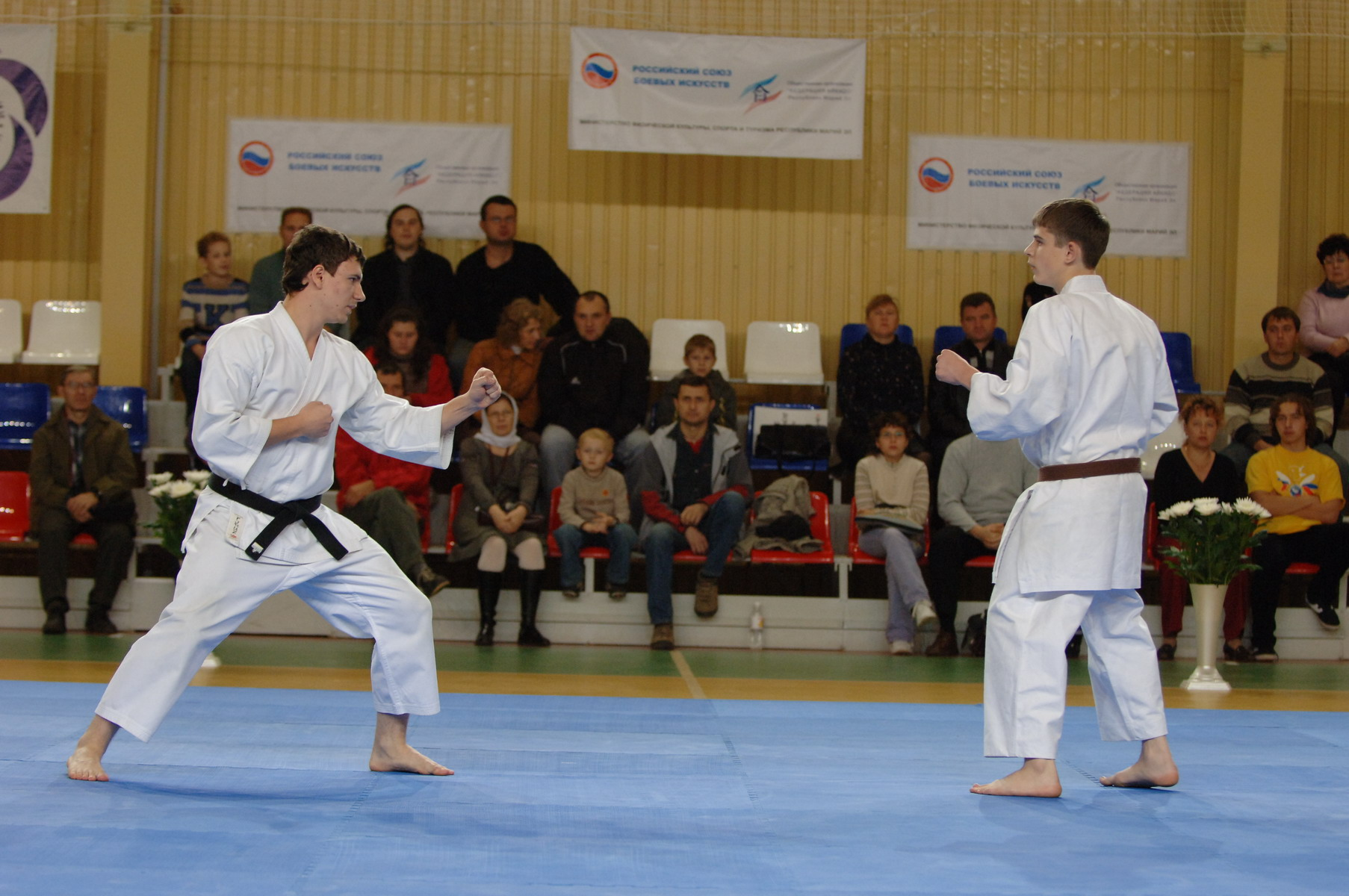
Competição de caratê: kumite

Não existe competição no caratê tradicional, mas com o câmbio pelo qual passou a modalidade, de disciplina marcial pura para esporte e meio de desenvolvimento físico, paulatinamente algumas entidades passaram a promover torneios, cujo fito era promover o intercâmbio e a amizade.
Outros, contudo, sempre alertaram para a alta letalidade de alguns golpes, como sucedeu num desafio em que o oponente faleceu depois de um golpe desferido pelo mestre Choki Motobu. Deste modo, naturalmente foram surgindo regras probitivas e foram sendo adoptadas proteções aos esportistas, dependendo do sexo, da idade etc., como colete para o peito e capacetes. Além deste aspecto pragmático, as entidades pretendem fazer com que suas afiliadas promovam também o lado filosófico do caratê, do respeito para com os colegas e demais praticantes da modalidade.
Além da crítica sobre o perigos dos golpes, mestres ainda argumentam que as competições fazem o caratê perder sua essência, como esporte e como arte marcial, eis que, derivado das próprias normas de proteção aos lutadores, as entidades vêm limitando o acervo de golpes que se podem utilizar, na verdade, acenando com um repertório estreito do qual não se pode desviar, sob pena de desclassificação ou não marcação de pontos. Mas tais técnicas são deveras eficazes num embate real. Os mestres tradicionalistas dizem que o praticante pode sair-se muito bem na competição, mas, como essa não admite contacto maior nem controle verdadeiro das técnicas, ele não terá um ataque potente nem resistirá a contra-ataques certeiros.
Enfim, estão em choque duas abordagens diferentes do caratê: uns com visão tradicional, entendendo que se trata de uma arte marcial, cujo objectivo é o aperfeiçoamento, do corpo, do intelecto, da personalidade etc.; outros, com a visão desportiva, enxergando o caratê como mais uma modalidade.
Os torneios são realizados em duas modalidades, kata e kumite. Uma terceira modalidade, que outros enxergam como subdivisão da de kata, é a de bunkai.
Na competição de kata, pontos são concedidos por cinco juízes, de acordo com a qualidade do desempenho do atleta, de maneira análoga à ginástica olímpica. São critérios fundamentais para uma boa performance a correta execução dos movimentos e a interpretação pessoal do kata através da variação de velocidade dos movimentos (bunkai). Quando o kata é executado em grupo (usualmente, de três atletas), também é importante a sincronização dos movimentos entre os componentes do grupo.
No kumite, dois oponentes (ou duas equipes de lutadores) enfrentam-se por um tempo, que pode variar de dois a cinco minutos. Pontos são concedidos tanto pela técnica quanto pela área do corpo em que os golpes são desferidos. As técnicas permitidas e os pontos permissíveis de serem atacados variam de estilo para estilo. Além disso, o kumite pode ser de semi-contato (como no estilo Shotokan), ou de contato direto (como no estilo Kyokushin).
No modelo adoptado pela Confederação Brasileira de Karate-do - CBK, e entidades a ela filiadas, e no adoptado pela Federação Nacional de Karate, de Portugal, yuko equivale a um ponto e corresponde a um soco na área do abdome, do peito, do rosto ou costas; wazari, dois pontos, sendo um chute nas áreas das costas, do abdome ou do peito, ou chute nas laterais do tronco; e ippon, três pontos, sendo um chute na cabeça ou nas laterais do pescoço, com contato rigorosamente controlado (ou, dependendo da categoria em disputa, com aproximação de 5 cm a 10 cm, desde que o oponente não esboce reação), independentemente do oponente estar caído ou não; aplicar uma técnica pontuável no oponente completamente caído e sem chances de contra-atacar, num intervalo de até 2 segundos, independentemente de ter caído por si só ou ter sido derrubado com técnica de varredura ou projeção.
Há, ainda, confederações que utilizam tabela de pontuação semelhante a esta. Por exemplo, a Confederação Brasileira de Karate-do Interestilos (CBKI), bem como as entidades filiadas à mesma, utilizam wazari (meio ponto - ○), para golpes chudan (altura do tronco); e ippon (um ponto - ●), para golpes jodan (altura da cabeça), ou indefensáveis. Nesse sistema de luta, o combate termina quando o tempo expira ou quando um dos dois oponentes atinge três pontos (sanbon), daí o nome do sistema de disputa ser Shobu Sanbon (disputa por três pontos). Uma variação desse sistema é o Shobu Ippon (disputa por um ponto), onde vence aquele que conseguir um ippon ou dois wazari. Há, ainda, outra variação: Shobu Nihon (disputa por dois pontos), na qual vence aquele que obtiver dois ippon's ou quatro waza-ari's, mas esta última forma de disputa é mais utilizada para competições infantis.

## Vocabulário
O caratê desenvolveu-se paralelamente às demais artes marciais japonesas, em Oquinaua, onde há uma língua própria. Todavia, o vocabulário é basicamente em japonês.